# Jamaica
Jamaica (pronunciado em inglês: [dʒəˈmeɪkə] (escutarⓘ); pronunciado em Patoá jamaicano: Jumieka [dʒʌˈmie̯ka]) é um país insular situado no mar do Caribe (em português europeu, Mar das Caraíbas), que compreende a terceira maior ilha das Grandes Antilhas. A Jamaica é o quinto maior país insular do Caribe/Caraíbas. Os povos indígenas da ilha, os taínos, chamavam-na de Xaymaca em aruaque, ou seja, a "terra da madeira e da água" ou a "terra dos mananciais".
Depois de tornar uma possessão espanhola conhecida como Santiago, em 1655 a ilha passa ao domínio britânico e é nomeada como "Jamaica". O país conseguiu sua completa independência do Reino Unido apenas em 6 de agosto de 1962. Com 2,8 milhões de pessoas, é o terceiro país anglófono mais populoso na América, depois dos Estados Unidos e do Canadá. Kingston é a maior cidade e a capital do país, com uma população que ronda um milhão de habitantes. A Jamaica tem uma grande diáspora em todo o mundo, devido à emigração do país.
Sendo um país de renda média alta, com uma economia fortemente dependente do turismo, a Jamaica possui uma média de 4,3 milhões de turistas por ano. O país tem um desempenho favorável nas medidas de liberdade de imprensa e governança democrática, tendo ocupado a primeira posição no Relatório Mundial da Felicidade entre os países do Caribe em 2021. A Jamaica é um reino da Commonwealth, com o rei Carlos III como seu monarca e chefe de Estado. Seu representante designado no país é o governador-geral da Jamaica, atualmente Patrick Allen. O chefe de governo e primeiro-ministro da Jamaica é Andrew Holness. A Jamaica é uma monarquia constitucional parlamentar com o poder legislativo investido no parlamento bicameral nacional, que consiste de um senado e uma câmara composta por representantes eleitos pela população.

## Etimologia
Os povos indígenas, os Taínos, chamavam a ilha de "Xaymaca" em sua língua, significando "Terra da Madeira e da Água" ou "Terra das Fontes". "Yamaye" foi sugerido como um dos primeiros nomes taínos para a ilha, conforme registrado por Cristóvão Colombo.
Coloquialmente, os jamaicanos referem-se à sua ilha natal como a "Rocha". Nomes de gíria como "Jamrock", "Jamdown", "Jamdung"  ou, abreviadamente, "Ja", derivaram disso.

## História

### Pré-história
Os índios aruaques e taínos, originários da América do Sul, se estabeleceram na ilha entre 4 000 e 1 000 a.C. Quando Cristóvão Colombo chegou em 1494, havia mais de 200 aldeias governadas por caciques (chefes de aldeias). A costa sul da Jamaica era a mais povoada, especialmente em torno da área hoje conhecida como Porto Velho. Os taínos ainda habitavam a Jamaica quando os britânicos assumiram o controle da ilha em 1655. O  Jamaican National Heritage Trust está a tentar localizar e documentar qualquer evidência dos povos taínos e aruaques.

### Colonização

#### Domínio espanhol
Cristóvão Colombo reivindicou a Jamaica para a Espanha após aportar lá em 1494, provavelmente em Porto Seco, agora chamado de Discovery Bay. Há algum debate sobre se ele desembarcou em St. Ann Bay ou em Discovery Bay. St. Ann Bay foi batizada de "Santa Glória" por Colombo, como o primeiro avistamento de terra. Uma milha a oeste de St. Ann Bay é o local do primeiro assentamento espanhol na ilha, conhecido como Sevilla, que foi criado em 1509 e abandonado por volta de 1524 porque foi considerado insalubre. A capital foi transferida para a cidade espanhola então chamada São Jago de la Vega, em torno de 1534 (na atual St. Catherine).

#### Domínio britânico
Spanish Town tem a catedral mais antiga das colônias britânicas no Caribe. Os espanhóis foram expulsos à força pelos britânicos em Ocho Rios, em St. Ann. Em 1655, os britânicos, liderados por Sir William Penn e pelo General Robert Venables, assumiram o último forte espanhol na Jamaica. O nome de Montego Bay, a capital da paróquia de St. James, é proveniente do nome em espanhol mantega bahía (ou baía de banha), aludindo à indústria de fabricação de banha com base no processamento dos inúmeros javalis na área.

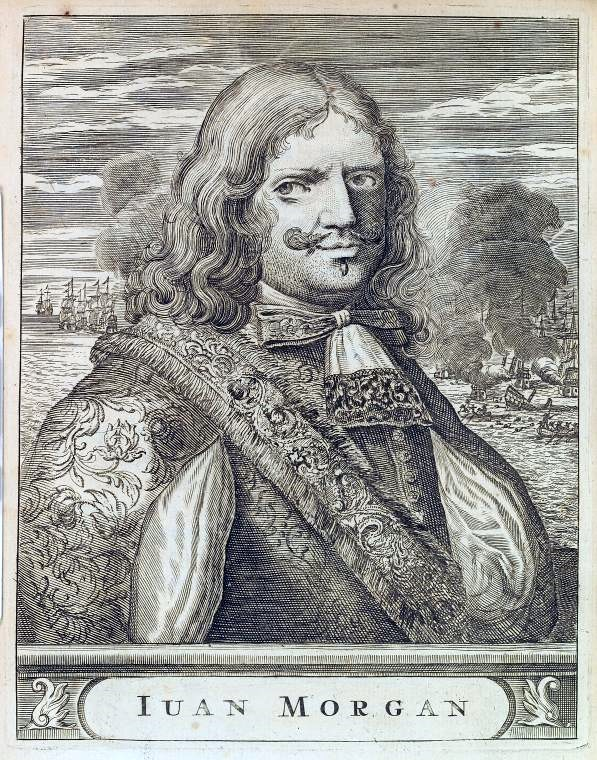
Henry Morgan foi um famoso pirata e corsário do Caribe; ele veio primeiro para as Índias Ocidentais como um trabalhador escravo, como a maioria dos primeiros colonos ingleses.

Em 1660, a população da Jamaica era de cerca de 4,5 mil brancos e 1,5 mil negros, mas, já na década de 1670, os negros formaram a maioria da população. Por conta de perseguição na Europa, a Jamaica tornou-se um refúgio para os judeus no Novo Mundo, atraindo também aqueles que tinham sido expulsos de Espanha e Portugal. Os primeiros judeus tinham chegado em 1510, logo após o filho de Cristóvão Colombo se estabelecer na ilha. Formada principalmente por mercadores e comerciantes, a comunidade judaica foi forçado a viver uma vida clandestina e se autodenominam "portugals". Depois que os britânicos assumiram o governo da Jamaica, os judeus da ilha decidiram que a melhor defesa contra uma possível tentativa de reconquista por parte da Espanha era contribuir para que a colônia se tornasse uma base para os piratas do Caribe. Com os piratas instalados em Port Royal, os espanhóis seriam dissuadidos de atacar. Os líderes britânicos concordaram com a viabilidade desta estratégia para evitar uma agressão externa.
Quando os britânicos capturaram a Jamaica em 1655, os colonos espanhóis fugiram depois de libertar seus escravos. Os escravos ficaram dispersos nas montanhas, juntando-se aos maroons ou com os que tinham anteriormente escapado dos espanhóis para viver com os taínos. Os maroons jamaicanos combateram os britânicos durante o século XVIII. O nome é usado ainda hoje por seus descendentes modernos. Durante os séculos de escravidão, os quilombolas estabeleceram comunidades livres no interior montanhoso da Jamaica, onde eles mantiveram a sua liberdade e independência por gerações.

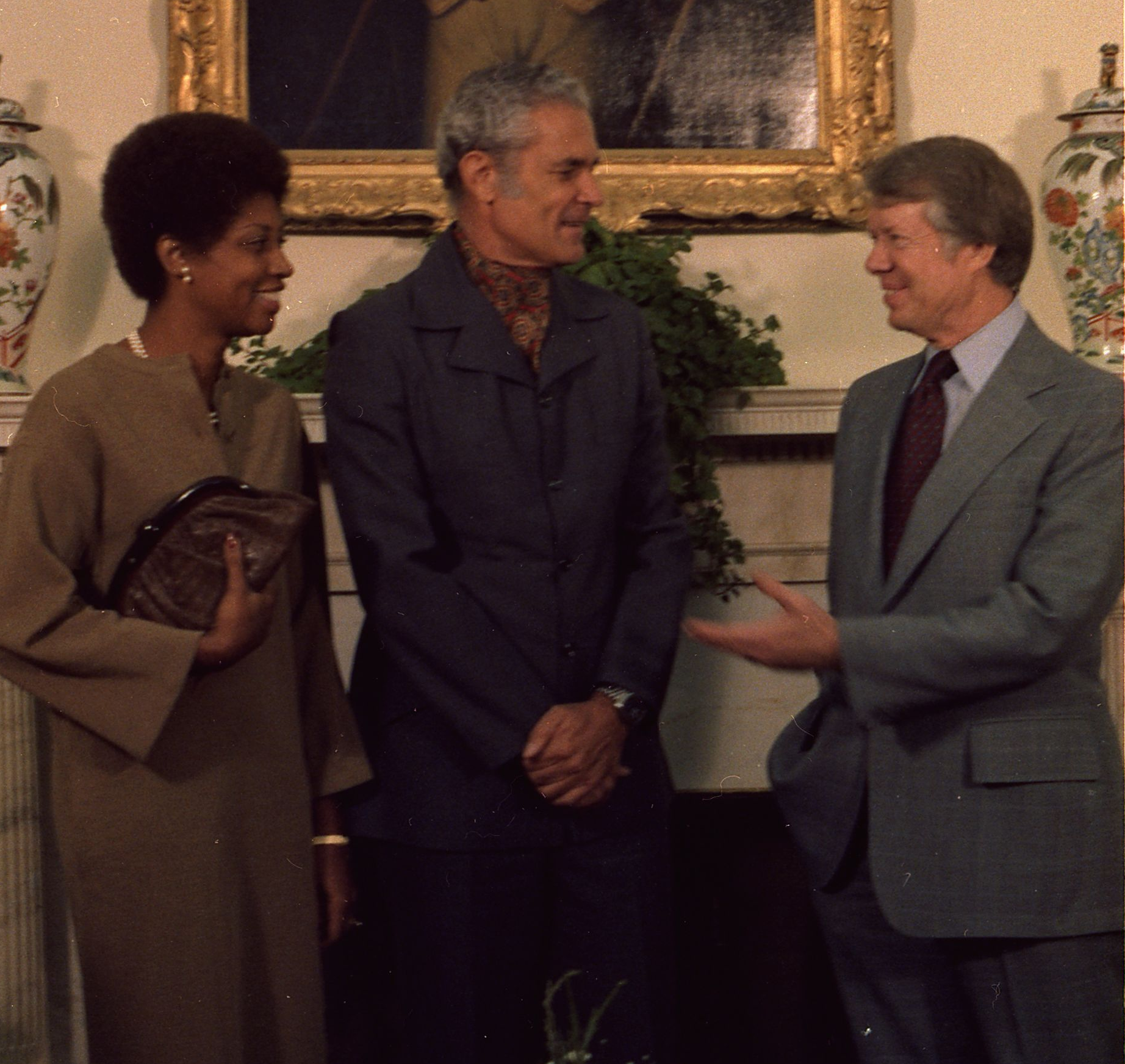
O primeiro-ministro jamaicano Michael Manley e sua esposa com o então presidente dos Estados Unidos, Jimmy Carter, em 1977.

Durante os primeiros 200 anos de domínio britânico, a Jamaica tornou-se um dos principais exportadores de açúcar e uma das nações dependentes de escravos do mundo, produzindo mais de 77 mil toneladas de açúcar por ano entre 1820 e 1824. Após a abolição do tráfico de escravos em 1807, os ingleses importaram trabalhadores indianos e chineses como servos para complementar a força de trabalho. Muitos de seus descendentes continuam a residir na Jamaica atualmente.

### Independência e era contemporânea
O excesso de zelo britânico no uso de escravos voltou-se contra eles, e no início do século XIX o número de negros era quase 10 vezes maior do que o de brancos. Seguiu-se uma série de revoltas e, em 1838, a escravatura foi formalmente abolida.
Ao longo dos anos que se seguiram, o grau de autonomia da Jamaica foi aumentando e, em 1958, a Jamaica passou a ser uma província de uma nação independente chamada Federação das Índias Ocidentais. A Jamaica saiu da federação em 1962 e é hoje uma nação soberana.
A deterioração das condições econômicas durante a década de 1970 levou a um estado de violência endêmica e à queda do turismo. Antigas capitais da Jamaica foram Port Royale e Spanish Town, na paróquia de Saint Catherine. A primeira, onde se acoitava o pirata e posteriormente governador Henry Morgan, foi destruída por um tremor de terra e tsunami, e a segunda foi a antiga capital colonial espanhola e depois capital inglesa durante os séculos XVIII e XIX.

## Geografia

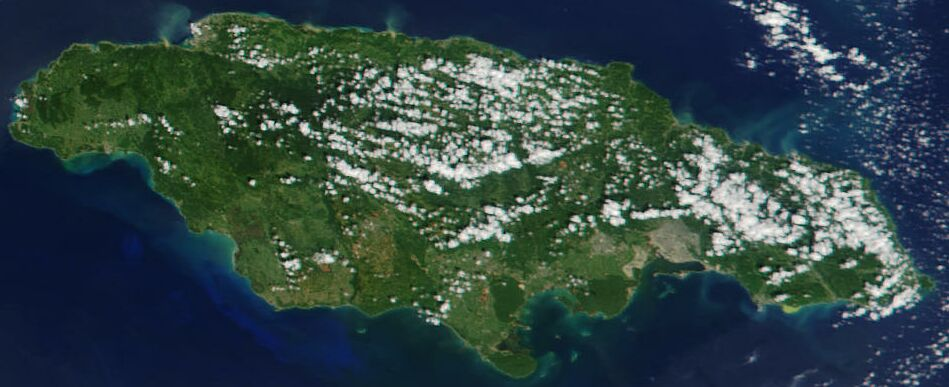
Imagem de satélite da Jamaica em novembro de 2001

Jamaica é a terceira maior ilha do Caribe. O país encontra-se entre as latitudes 17° e 19 ° N e as longitudes 76 ° e 79 ° W. Localizada na América Central e Caribe. Montanhas, incluindo as Montanhas Azuis, dominam o interior da ilha. Elas estão cercados por uma estreita planície costeira. Entre as principais cidades do país estão a capital, Kingston, na costa sul, Portmore, Spanish Town, Mandeville, Ocho Rios, Port Antonio, Negril e Montego Bay, na costa norte.
O porto de Kingston é o sétimo maior porto natural do mundo, o que contribuiu para a cidade a ser designada como a capital em 1872. Entre as atrações turísticas do país, estão Rio de Dunn cai em St. Ann, Y. S. Falls em St. Elizabeth, a Lagoa Azul, em Portland. Port Royal foi o local de um grande terremoto em 1692, que ajudou a formar as ilhas Palisadoes.

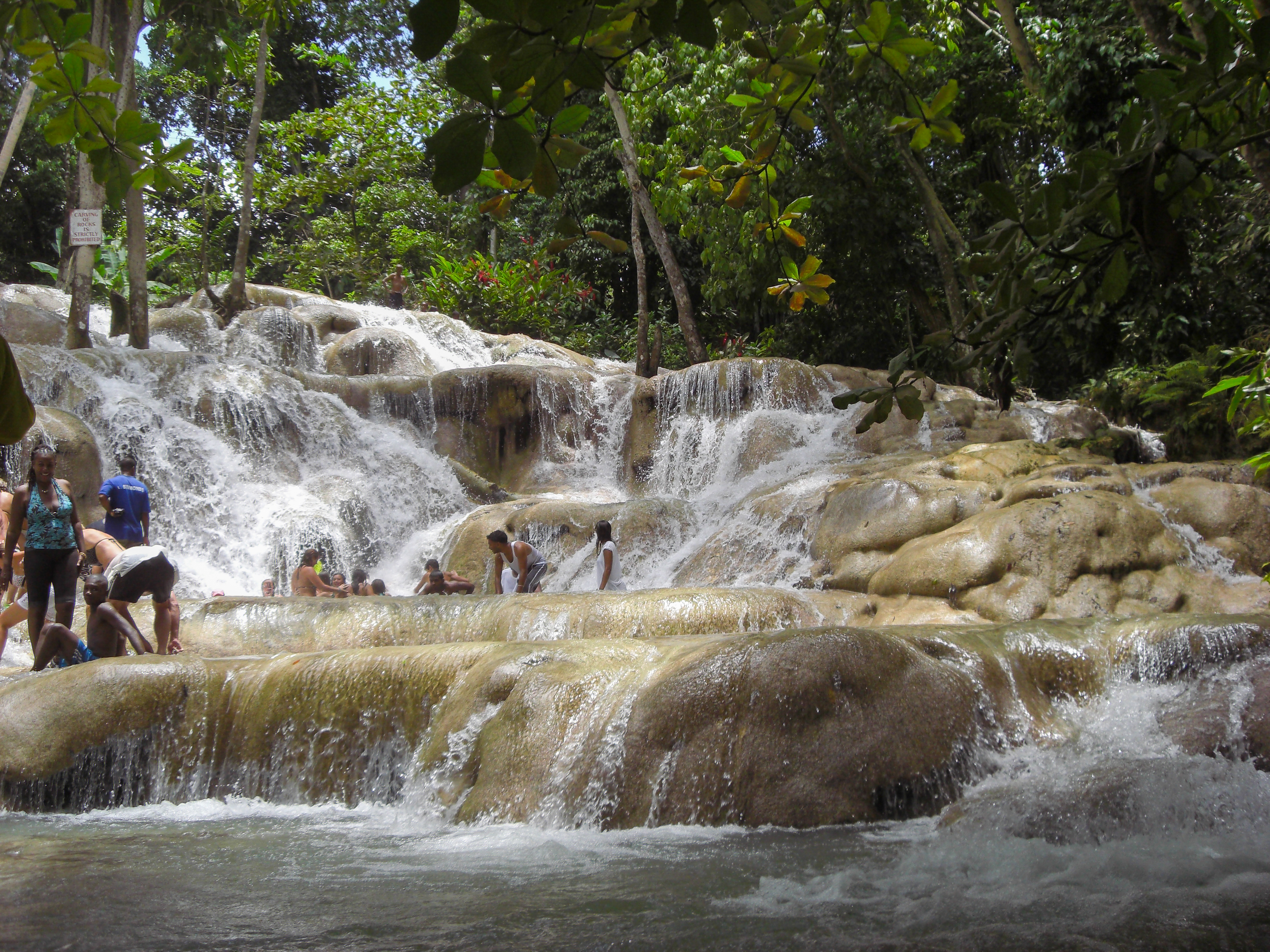
Dunn's River Falls em Ocho Rios

A Jamaica está no cinturão de furacões do Oceano Atlântico e, por isso, a ilha às vezes sofre danos causados por essas tempestades. Os furacões Charlie e Gilbert atingiram a Jamaica diretamente em 1951 e 1988, respectivamente, causando grandes danos e muitas mortes. Na década de 2000, os furacões Ivan, Dean e Gustav também causaram destruição na ilha.
Entre a variedade de ecossistemas terrestres, aquáticos e marinhos da ilha estão florestas secas e úmidas de pedra calcária, floresta tropical, floresta ripária, pântanos, cavernas, rios, sargaços e recifes de coral. As autoridades reconheceram a enorme importância e o potencial do ambiente e designaram algumas das áreas mais "férteis" como "protegidas". Entre as áreas protegidas da ilha estão o condado de Cockpit, Hellshire Hills e as reservas florestais Litchfield. Em 1992, o primeiro parque marinho da Jamaica, abrangendo cerca de 6 quilômetros quadrados, foi criado em Montego Bay.

### Clima
É uma Ilha de clima tropical, com ocorrência de ciclones e pequenas oscilações sazonais. Os ventos oceânicos aliviam o calor e a umidade. A estação chuvosa vai de maio a outubro. Os ventos fortes são frequentes, pois a ilha situa-se entre áreas de baixa e alta pressão, ocorrendo furacões. O clima tropical alcança índices pluviométricos de até 5 mil mm.

## Demografia

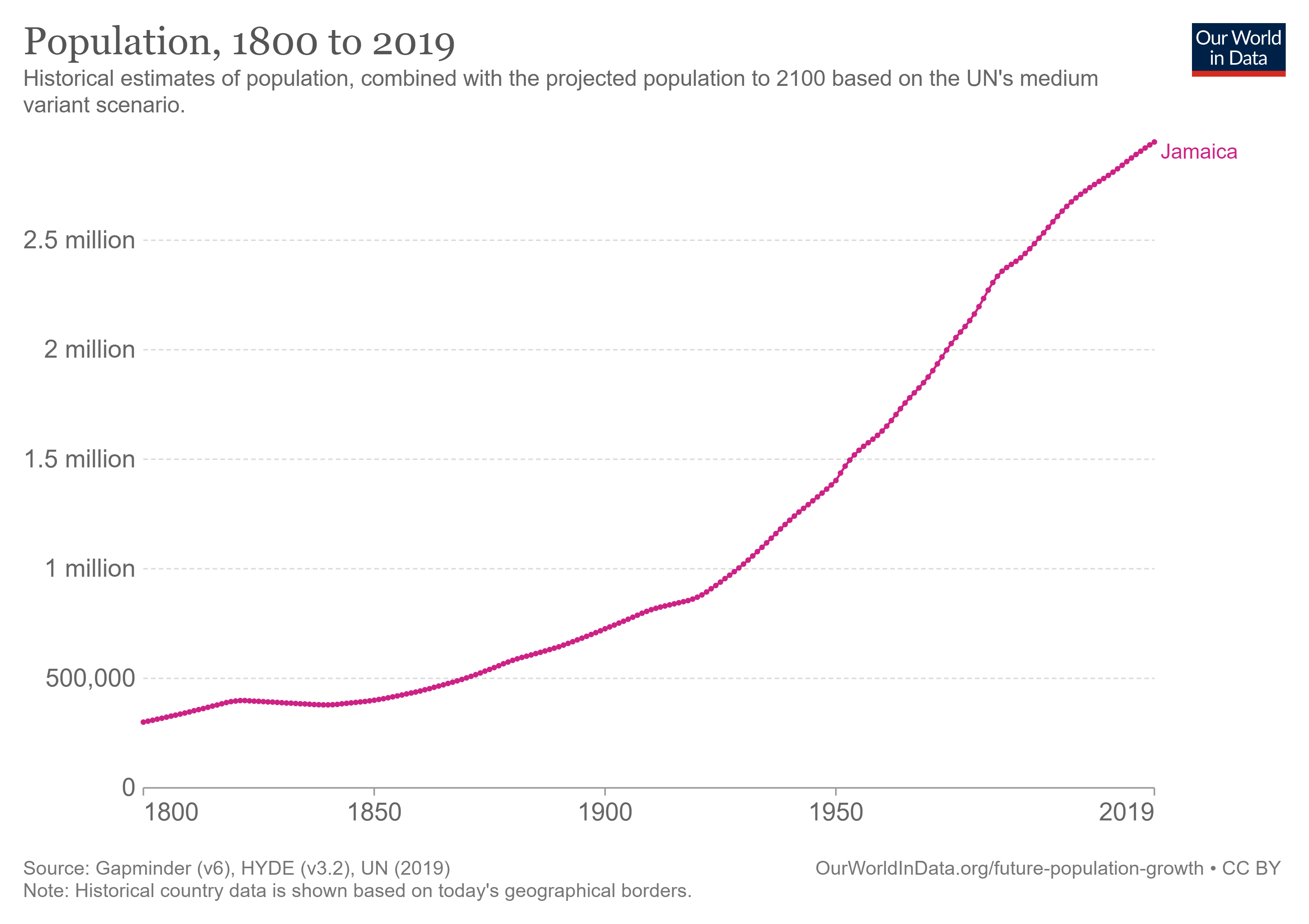
Crescimento populacional da Jamaica entre 1961 e 2003

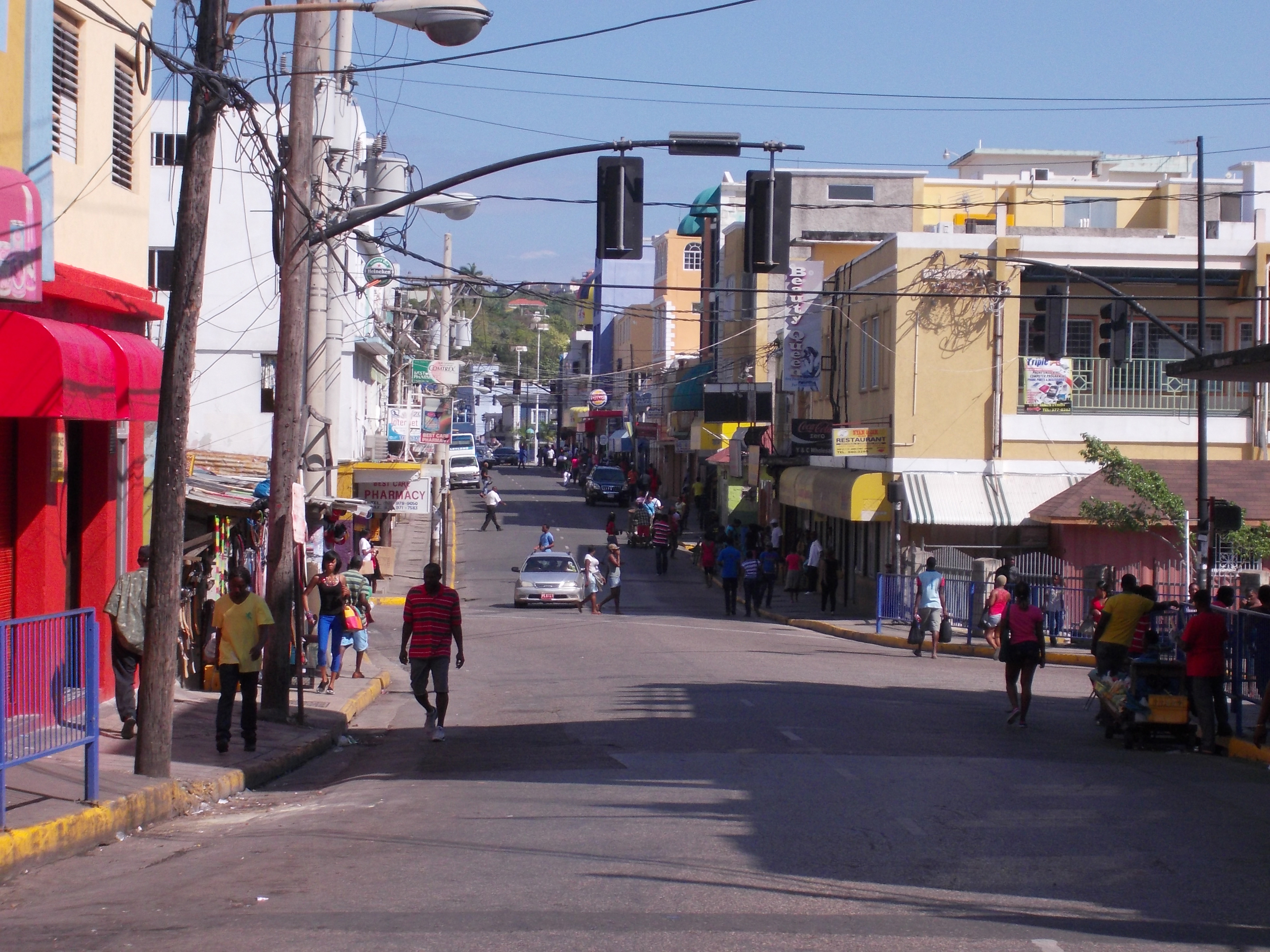
Rua de Montego Bay

A Jamaica é um país que teve, em 2007, sua população estimada em 2,7 milhões de habitantes. Segundo dados de 2001, os jamaicanos residem principalmente na capital Kingston com 651 880 habitantes. Destacam-se também as cidades de Spanish Town (131 515), Portmore (175 mil) e Montego Bay (120 mil).
Segundo o The World Factbook, em 2015 a composição étnica da população jamaicana é a seguinte: 92,1% negros e negros misturados, 6,1% mestiços não-negros, 0,8% indianos, 0,4% outros e 0,7% indeterminado.

### Religiões
O cristianismo é a maior religião praticada na Jamaica e de acordo com o censo de 2001, as maiores denominações do país são a Igreja de Deus (24% da população), da Igreja Adventista do Sétimo Dia (11%), pentecostais (10%), batistas (7%), anglicanos (4%), católicos (2%), Igreja Unida (2%), metodistas (2%), da Igreja dos Irmãos Morávios (1%) e Irmãos de Plymouth (1%). A fé cristã ganhou aceitação entre abolicionistas, visto que cristãos britânicos e missionários batistas juntaram-se a antigos escravos educados na luta contra a escravidão no país.
O movimento rastafári tem cerca de 24 mil adeptos, de acordo com o censo de 2001. Outras religiões na Jamaica incluem as Testemunhas de Jeová (2% da população), a fé Bahá'í, que conta com cerca de oito mil adeptos e 21 Assembleias Espirituais locais, o budismo e o hinduísmo. Há uma pequena população de judeus, cerca de 200, que se descrevem como liberal-conservadores. Os primeiros judeus na Jamaica traçam suas raízes ao início do século XV, quando foram expulsos de Espanha e Portugal. Outros grupos pequenos incluem os muçulmanos, que afirmam ter cerca de cinco mil adeptos, assim como os mórmons.

## Governo e política

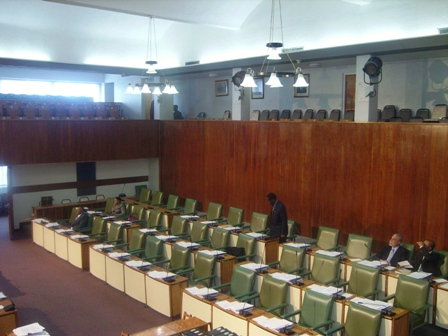
Parlamento da Jamaica.

A Jamaica é uma democracia parlamentar e monarquia constitucional, com o rei Carlos III servindo como monarca e chefe de Estado jamaicano. No entanto, como Carlos III partilha a posição de chefe de Estado de outros quinze países e reside principalmente no Reino Unido, é, portanto, representado pelo Governador-Geral da Jamaica, que tem como papel a aprovação de leis e outras funções do estado. Em grande medida, o monarca (através do seu representante, o Governador-Geral) é uma figura cerimonial, e o pouco poder real que tem está reservado para determinadas situações de crise constitucional.
O parlamento jamaicano divide-se em duas câmaras: a câmara dos representantes (house of representatives) e o senado. Os membros da câmara são eleitos diretamente, e o líder do partido maioritário na câmara torna-se primeiro-ministro. O senado é nomeado pelo primeiro-ministro e pelo líder da oposição parlamentar.
A Jamaica tem um sistema bipartidário, com o Partido Nacional do Povo (People's National Party) e o Partido Trabalhista Jamaicano (Jamaican Labour Party) a alternar no poder com frequência.

## Subdivisões

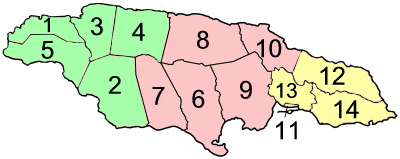
Paróquias da Jamaica agrupadas em condados

Administrativamente, a Jamaica está dividida em 14 paróquias (parishes). As paróquias estão agrupadas em 3 condados históricos, que não possuem relevância administrativa. Os condados com as respectivas capitais tradicionais entre parênteses:
| Condado Cornwall | Condado Cornwall | Capital        | km2   | Condado Middlesex | Condado Middlesex | Capital       | km2   | Condado Surrey | Condado Surrey | Capital       | km2 |
| 1                | Hanover          | Lucea          | 450   | 6                 | Clarendon         | May Pen       | 1 196 | 11             | Kingston       | Kingston      | 25  |
| 2                | Saint Elizabeth  | Black River    | 1 212 | 7                 | Manchester        | Mandeville    | 830   | 12             | Portland       | Port Antonio  | 814 |
| 3                | Saint James      | Montego Bay    | 595   | 8                 | Saint Ann         | St. Ann's Bay | 1 213 | 13             | Saint Andrew   | Half Way Tree | 453 |
| 4                | Trelawny         | Falmouth       | 875   | 9                 | Saint Catherine   | Spanish Town  | 1 192 | 14             | Saint Thomas   | Morant Bay    | 743 |
| 5                | Westmoreland     | Savanna-la-Mar | 807   | 10                | Saint Mary        | Port Maria    | 611   |                |                |               |     |

## Economia

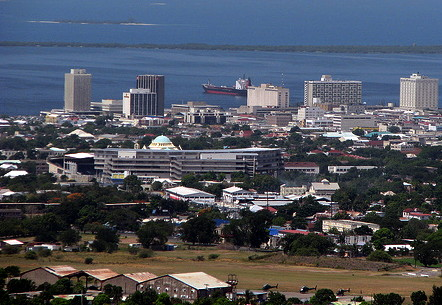
Centro financeiro de Kingston

Principais produtos de exportação da Jamaica em 2019.

A Jamaica é uma economia mista, com empresas estatais e empresas do setor privado. Os principais setores da economia jamaicana incluem a agricultura, a mineração, a manufatura, o turismo e serviços financeiros e de seguros. O turismo e a mineração são os principais ganhadores de divisas. Metade da economia jamaicana depende dos serviços, sendo que metade de sua receita proveniente de serviços como o turismo. Estima-se que 1,3 milhões de turistas estrangeiros visitam Jamaica a cada ano.
Apoiada por instituições financeiras multilaterais, a Jamaica tem, desde o início da década de 1980, procurado implementar reformas estruturais destinadas a promover a atividade do sector privado e aumentar o papel das forças de mercado na alocação de recursos. Desde 1991, o governo tem seguido um programa de liberalização e estabilização econômica através da remoção de controles de câmbio, taxa de câmbio flutuante, corte de tarifas, estabilização da moeda jamaicana, redução da inflação e remoção de restrições ao investimento estrangeiro. A ênfase foi colocada sobre a manutenção de uma disciplina fiscal rigorosa, uma maior abertura ao comércio e aos fluxos financeiros, a liberalização do mercado e a redução do tamanho do governo. Durante este período, uma grande parte da economia foi devolvido à propriedade do setor privado por meio de programas de desinvestimento e de privatização.
O país é o quinto maior exportador de bauxita do mundo, depois de Austrália, China, Brasil e Guiné. O turismo, que é a maior fonte de divisas, mostrou melhora também. No terceiro trimestre de 1998, o crescimento nas chegadas de turistas acelerou, com um aumento global de 8,5% em receitas do turismo em 1998, quando comparado com o período homólogo de 1997. As exportações agrícolas da Jamaica são açúcar, banana, café, rum e inhame.
A Jamaica tem uma grande variedade de atividades industriais e comerciais. A indústria da aviação é capaz de realizar manutenção de rotina de aeronaves, exceto para reparos estruturais pesados. Há uma quantidade considerável de apoio técnico para o transporte e aviação agrícola. O país tem uma quantidade considerável de engenharia industrial, fabricação de luz, incluindo fabricação de metal, coberturas metálicas e de fabricação de móveis. Atividades como produção de alimentos, de vidro, software e processamento de dados, impressão e publicação, de subscrição de seguros, de música e de gravação e educação avançada podem ser encontradas nas áreas urbanas de maior dimensão. A indústria da construção jamaicana é totalmente autossuficiente, com normas técnicas profissionais.

## Infraestrutura

### Educação
O Ministério da Educação da Jamaica é o órgão responsável pela coordenação do sistema nacional de educação e as secretarias de educação das regiões são responsáveis pela administração do serviço e supervisão. A educação formal é composta por níveis de educação primeira infância, primário, secundário e terciário. O nível de educação primeira infância é composto pelo ensino pré-escolar básico infantil, que envolve crianças entre 2 e 5 anos. O nível de educação primário é voltado para crianças entre 3 a 12 anos, enquanto o nível secundário envolve escolas de segundo grau voltada a pessoas entre 10 e 19 anos. O nível terciário engloba os graus de bacharelato, mestrado e doutorado.
A educação é gratuita desde os primeiros níveis de ensino até os níveis secundários e superior, neste último através do programa de Emprego Humano e Treinamento de Recursos, que é aberto a toda a população nacional em idade ativa e através de uma extensa rede de bolsas para as várias universidades privadas.

## Cultura

### Música

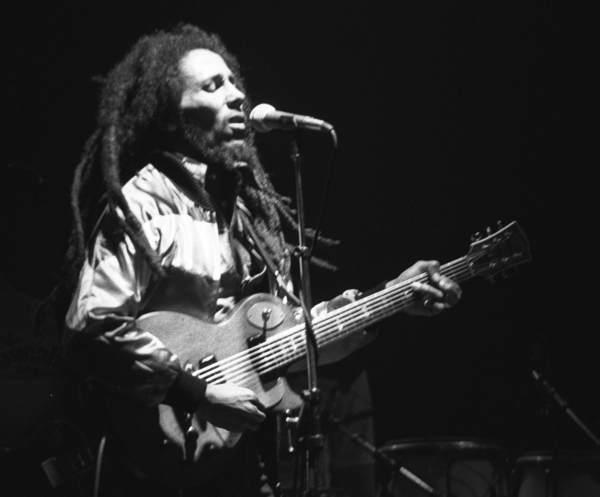
Bob Marley, ícone musical e cultural jamaicano.

Apesar de ser uma pequena nação, a cultura jamaicana tem uma forte presença global. Os gêneros musicais reggae, ska, mento, rocksteady, dub, e, mais recentemente, dancehall, Reggaeton e ragga tudo se originaram na vibrante e popular indústria fonográfica urbana da ilha. A Jamaica também desempenhou um papel importante no desenvolvimento do punk rock, através do reggae e do ska. O reggae também influenciou o rap estadunidense, visto que eles compartilham raízes, como estilos rítmicos africanos. Alguns rappers, como The Notorious B.I.G. e Heavy D, são de ascendência jamaicana. O internacionalmente conhecido músico de reggae Bob Marley também era jamaicano.
Muitos outros artistas internacionalmente conhecidos nasceram na Jamaica, incluindo Millie Small, Lee "Scratch" Perry, Peter Tosh, Bunny Wailer, Big Youth, Jimmy Cliff, Dennis Brown, Desmond Dekker, Beres Hammond, Beenie Man, Shaggy, Grace Jones, Shabba Ranks, Super Cat, Buju Banton, Sean Paul, I Wayne, Bounty Killer e muitos outros. Entre as bandas mais famosas do país, estão Black Uhuru, Third World Band, Inner Circle, Chalice Reggae Band, e  Culture. A selva do gênero emergiu da diáspora jamaicana em Londres. O nascimento do hip-hop em Nova York deve muito à comunidade jamaicana da cidade.

### Literatura
Ian Fleming, que viveu na Jamaica, usou repetidamente a ilha como uma configuração em seus romances de James Bond, incluindo Live and Let Die, Dr. No, For Your Eyes Only, The Man with the Golden Gun e Octopussy and The Living Daylights. Além disso, James Bond usa uma cobertura baseada na Jamaica em Casino Royale. Até agora, a única adaptação cinematográfica de James Bond que foi definida na Jamaica foi Dr. No. As filmagens para a ilha fictícia de San Monique em Live and Let Die ocorreram na Jamaica.
O jornalista e escritor H. G. de Lisser (1878-1944) usou seu país natal como cenário para muitos de seus romances. Nascido em Falmouth, de Lisser trabalhou como repórter para o Jamaica Times quando jovem e em 1920 começou a publicar a revista Planter's Punch. The White Witch of Rosehall é um de seus romances mais conhecidos. Ele foi nomeado Presidente Honorário da Associação de Imprensa da Jamaica; ele trabalhou ao longo de sua carreira profissional para promover a indústria jamaicana de açúcar.

### Cinema
A Jamaica tem uma história na indústria cinematográfica que data do início dos anos 1960. A abordagem da juventude delinquente da Jamaica é apresentada no filme de crime The Harder They Come, de 1970, estrelado por Jimmy Cliff como um frustrado (e psicopata) músico de reggae que comete uma onda de crimes e assassinatos. [190] Outros filmes jamaicanos notáveis incluem Countryman, Rockers, Dancehall Queen, One Love, Shottas, Out the Gate, Third World Cop e Kingston Paradise. A Jamaica também é frequentemente usada como local de filmagens, como o filme de James Bond Dr. No (1962) e Cocktail (1988), estrelado por Tom Cruise, e a comédia da Disney de 1993, Jamaica abaixo de Zero.

### Esportes

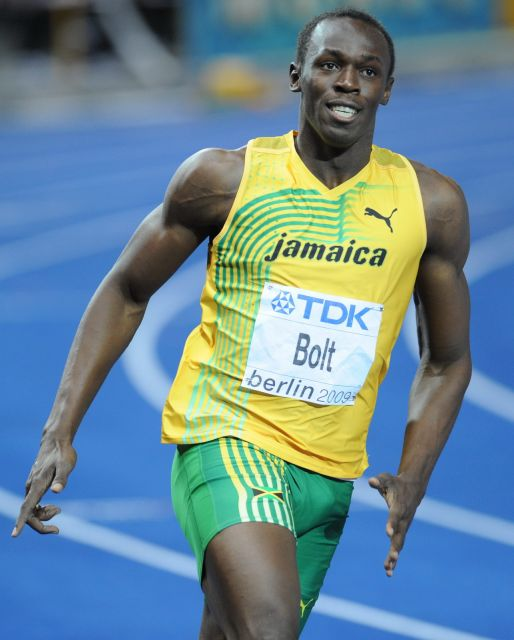
Usain Bolt durante o Campeonato Mundial de Atletismo de 2009 em Berlim, Alemanha.

O esporte é uma parte integrante da vida nacional na Jamaica e atletas da ilha tendem a realizar a um nível bem acima do que poderia normalmente se espera de um país tão pequeno e pouco populoso. Apesar do esporte mais popular no país ser o críquete, os jamaicanos tendem a ter bons desempenhos em competições internacionais no atletismo.
O país foi um dos locais de encontro da Copa do Mundo de Críquete de 2007 e a Seleção de Críquete das Índias Ocidentais é uma das 10 equipes do Conselho Internacional de Críquete.
Desde a independência Jamaica produziu consistentemente atletas de classe mundial no atletismo. Nas últimas seis décadas a Jamaica produziu dezenas de velocistas de classe mundial, incluindo campeão olímpico e mundial Usain Bolt. Outros velocistas jamaicanos notáveis incluem Arthur Wint (o primeiro medalhista jamaicano ouro olímpico), Donald Quarrie, Roy Anthony Bridge, parte do Comitê Olímpico Internacional, Merlene Ottey, Delloreen Ennis, Shelly-Ann Fraser-Pryce, Kerron Stewart, Aleen Bailey, Juliet Cuthbert, Veronica Campbell-Brown, Sherone Simpson, Brigitte Foster-Hylton, Yohan Blake, Herb McKenley, George Rhoden e Deon Hemmings.
O país também produziu vários classe mundial pugilistas amadores e profissionais, incluindo Trevor Berbick e Mike McCallum. A primeira geração de atletas jamaicanos têm continuado a ter um impacto significativo sobre o esporte internacionalmente, principalmente no Reino Unido, onde a lista dos principais pugilistas britânicos nascidos na Jamaica ou de pais jamaicanos inclui Lloyd Honeyghan, Chris Eubank, Audley Harrison, David Haye, Lennox Lewis e Frank de Bruno.
O futebol e corrida de cavalos são outros esportes populares na ilha caribenha. A seleção nacional de futebol qualificou-se para a Copa do Mundo FIFA de 1998. A equipe nacional de bobsled é um dos mais importantes candidatos nas Olimpíadas de Inverno, superando muitas equipes bem estabelecidas. O xadrez e o basquete são amplamente jogados no país e são apoiados pela Federação de Xadrez da Jamaica e pela Federação de Basquete da Jamaica, respectivamente. O netball também é muito popular na ilha, sendo que a equipe nacional consistentemente é classificada entre as cinco primeiras no mundo. A equipe nacional de rugby league é composta de jogadores que jogam na Jamaica e jogadores profissionais e semiprofissionais no Reino Unido.